# (13979) 1992 JH3
(13979) 1992 JH3 là một tiểu hành tinh vành đai chính. Nó được phát hiện bởi Henri Debehogne ở Đài thiên văn La Silla ở Chile ngày 8 tháng 5 năm 1992.